# Eupithecia sutiliata
Eupithecia sutiliata is een vlinder uit de familie spanners (Geometridae). De wetenschappelijke naam is voor het eerst geldig gepubliceerd in 1876 door Christoph.
De soort komt voor in Europa.